# Chlorocytus alticornis
Chlorocytus alticornis är en stekelart som beskrevs av Graham 1984. Chlorocytus alticornis ingår i släktet Chlorocytus och familjen puppglanssteklar.
Artens utbredningsområde är:
- Tyskland.
- Sverige.

Arten är reproducerande i Sverige. Inga underarter finns listade i Catalogue of Life.